# Finalmente a casa (film 2007)
Finalmente a casa (Are We Done Yet?) è un film del 2007 diretto da Steve Carr. Il film è il seguito del film del 2005 Io, lei e i suoi bambini.

## Trama
Nick è felicemente sposato con Suzanne e stanno per avere due gemelli. In questi due anni Nick ha cambiato lavoro, non vende più articoli sportivi ma scrive per una rivista sportiva dove sta lavorando per avere un aggancio per Magic Johnson. In seguito alla scoperta della nascita, Nick e Suzanne decidono di acquistare una dimora più grande. Lindsey non è d'accordo perché ha conosciuto un ragazzo ed ha tutti gli amici in città a Chicago. Quando arrivano trovano l'agente immobiliare, Chuck, che dice loro l'antichità della casa e che sarebbero necessarie delle piccole riparazioni. Nick e Suzanne ci cascano e finiscono per comprare una catapecchia dove bisogna rifare tutti i lavori. Chuck è anche un imprenditore edile e consiglia a Nick di rivedere la linea elettrica. La linea, purtroppo, è fuori uso e quindi Nick dovrebbe spendere novemila dollari per farla riparare ma la fa riparare da un elettricista a basso costo trovato fuori della ferramenta di Chicago. Nick riceve una multa e deve farla riparare per quei novemila dollari, più mille di multa. Nel frattempo Chuck scopre che la casa ha la carie del legno e quindi deve cambiare tutti gli arredamenti. Dopo molti imprevisti e liti Nick riesce a finire la casa e nascono i due gemelli. Dopo la nascita, Nick non riesce a porre le domande a Magic nonostante gli abbia parlato al cellulare (durante il parto della moglie) e quindi perde il lavoro. Ma scrive una rivista dal nome "Are We Done Yet?", che parla di come abbiano costruito la casa.
Personaggi
- Nick Person: è lo stesso Nick del film precedente ma adesso è sposato con Suzanne e invece di lavorare nel negozio di articoli sportivi in cui lavorava precedentemente ma scrive per una rivista sportiva.
- Suzanne Person: è finalmente felicemente sposata. Nel film scopre di essere incinta di due gemelli.
- Lindsay Person: è cresciuta dal film precedente ed ha ora 14 anni.si innamora di un giovane ragazzo suo vicino di casa.
- Kevin Person: anche lui è abbastanza cresciuto dal film precedente.
- Chuck: è un agente immobiliare nonché imprenditore edile che mostra la casa a Nick e Suzanne. Si affeziona particolarmente a Nick e la sua famiglia ricordando quanto fosse bello vivere in una famiglia (lui aveva perso la sua).

## Critica
Il film ha ricevuto durante l'edizione dei Razzie Awards 2007 una nomination come Peggior remake o rip-off.